# Hoornklaver
Hoornklaver (Trigonella) is een geslacht uit de vlinderbloemenfamilie (Leguminosae). De soorten komen voor in het Middellandse Zeegebied, Centraal-Europa, de Canarische Eilanden en oostwaarts tot in Centraal-Azië en India. Een soort komt voor in Australië.

## Soorten
- Trigonella anguina Delile
- Trigonella arabica Delile
- Trigonella balansae Boiss. & Reut.
- Trigonella berythea Boiss. & Blanche
- Trigonella bicolor (Boiss. & Balansa) Lassen
- Trigonella caerulea (L.) Ser.
- Trigonella calliceras Fisch. ex M. Bieb.
- Trigonella coelesyriaca Boiss.
- Trigonella coerulescens (M. Bieb.) Hal.
- Trigonella corniculata (L.) L.
- Trigonella cretica (L.) Boiss.
- Trigonella cylindracea Desv.
- Trigonella elliptica Boiss.
- Trigonella emodi Benth.
- Trigonella foenum-graecum L. - Fenegriek
- Trigonella glabra Thunb.
- Trigonella gladiata Steven ex M. Bieb.
- Trigonella gracilis Benth.
- Trigonella grandiflora Bunge
- Trigonella hierosolymitana Boiss.
- Trigonella kotschyi Boiss.
- Trigonella laxiflora Aitch. & Baker
- Trigonella macrorrhyncha Boiss.
- Trigonella maritima Delile ex Poir.
- Trigonella mesopotamica Hub.-Mor.
- Trigonella occulta Ser.
- Trigonella procumbens (Besser) Rchb.
- Trigonella rechingeri Širj.
- Trigonella schlumbergeri Boiss.
- Trigonella spicata Sm.
- Trigonella spinosa L.
- Trigonella spruneriana Boiss.
- Trigonella stellata Forssk.
- Trigonella suavissima Lindl.
- Trigonella velutina Boiss.
- Trigonella verae Širj.

... · 
Abrus · 
Acacia · 
Acosmium · 
Adenanthera · 
Adenocarpus · 
Adenodolichos · 
Adenopodia · 
Adesmis · 
Aenictophyton · 
Aeschynomene · 
Afzelia · 
Aganope · 
Albizia · 
Alhagi · 
Alysicarpus · 
Amblygonocarpus · 
Amherstia · 
Andira · 
Angylocalyx · 
Aotus · 
Anthyllis · 
Arachis · 
Archidendropsis · 
Aspalathus · 
Astragalus (hokjespeul) · 
Austrosteenisia · 
Baphia · 
Bauhinia · 
Brachystegia · 
Bolusafra · 
Butea · 
Caesalpinia · 
Cajanus · 
Calicotome · 
Carmichaelia · 
Carrissoa · 
Cassia · 
Castanospermum · 
Ceratonia · 
Chamaecytisus · 
Cicer · 
Clianthus · 
Clitoria · 
Cordyla · 
Coronilla · 
Crotalaria · 
Cyamopsis · 
Cyclopia (honingbos) · 
Cytisus · 
Dalbergia · 
Daviesia · 
Delonix · 
Derris · 
Dialium · 
Dicraeopetalum · 
Dichrostachys · 
Dipteryx · 
Enterolobium · 
Eperua · 
Erythrina (koraalboom) · 
Erythrophleum · 
Faidherbia · 
Genista (heidebrem) · 
Glycine · 
Glycyrrhiza · 
Hardenbergia · 
Hovea · 
Indigofera · 
Inga · 
Lathyrus · 
Lens · 
Lonchocarpus · 
Lotus (rolklaver) · 
Lupinus (lupine) · 
Macrotyloma · 
Medicago (rupsklaver) · 
Melilotus (honingklaver) · 
Mimosa · 
Mora · 
Myroxylon · 
Newtonia · 
Onobrychis · 
Ononis (stalkruid) · 
Ormosia · 
Ougeinia · 
Pachyrhizus · 
Parkia · 
Parkinsonia · 
Parochetus · 
Pericopsis · 
Phaseolus · 
Physostigma · 
Pisum (erwt) · 
Prosopis · 
Psophocarpus · 
Psoralea · 
Pterocarpus · 
Pueraria · 
Racosperma · 
Robinia · 
Rothia · 
Securigera · 
Senegalia · 
Senna · 
Serianthes · 
Sesbania · 
Sophora · 
Spartium · 
Sphenostylis · 
Streblorrhiza · 
Strongylodon · 
Stylosanthes · 
Styphnolobium · 
Swainsona · 
Tamarindus · 
Tephrosia · 
Teramnus · 
Tetragonolobus · 
Tetrapleura · 
Trifolium (klaver) · 
Trigonella (hoornklaver) · 
Ulex · 
Uraria · 
Vachellia · 
Vicia (wikke) · 
Vigna · 
Viminaria · 
Virgilia · 
Wisteria (blauweregen) · 
Zornia · 
Zygocarpum · 
...